# Đorđe Natošević
Đorđe Natošević (en serbe cyrillique : Ђорђе Натошевић ; né à Slankamen le 19 juillet 1821 et mort à Karlovac le 11 juillet 1887) est un médecin et un pédagogue serbe de l'empire d'Autriche et de l'Autriche-Hongrie. Il a été membre de la Société serbe des gens de Lettres (Društvo srpske slovesnosti) et de la Société savante serbe (Srpsko učeno društvo), ancêtres de l'actuelle Académie serbe des sciences et des arts.

## Biographie
Đorđe Natošević est né à Stari Slankamen, dans une région, la Syrmie, qui faisait alors partie de l'empire d'Autriche ; sa maison natale est aujourd'hui inscrite sur la liste des monuments culturels de grande importance de la république de Serbie (identifiant no SK 1286).
Il termine ses études de médecine à Vienne en 1850 puis exerce en tant que médecin à Novi Sad. Il se consacre très vite au travail éducatif et devient directeur du grand lycée serbe de cette ville puis superviseur des écoles serbes d'Autriche-Hongrie et recteur des établissements scolaires de Voïvodine. Entre 1881 et 1887, il est président de la Matica srpska, l'institution culturelle serbe la plus importante de la période austro-hongroise.
Đorđe Natošević a ouvert des écoles pour les enseignants serbes à Pakrac, Novi Sad, Karlovac, Sombor et Pančevo ; il a fondé le premier périodique pédagogique serbe, le Školski list, et le premier journal serbe pour les enfants, le Prijatelj srpske mladeži (L'Ami de la jeunesse serbe),, dans lequel Jovan Jovanović Zmaj a publié ses premiers poèmes pour les enfants.

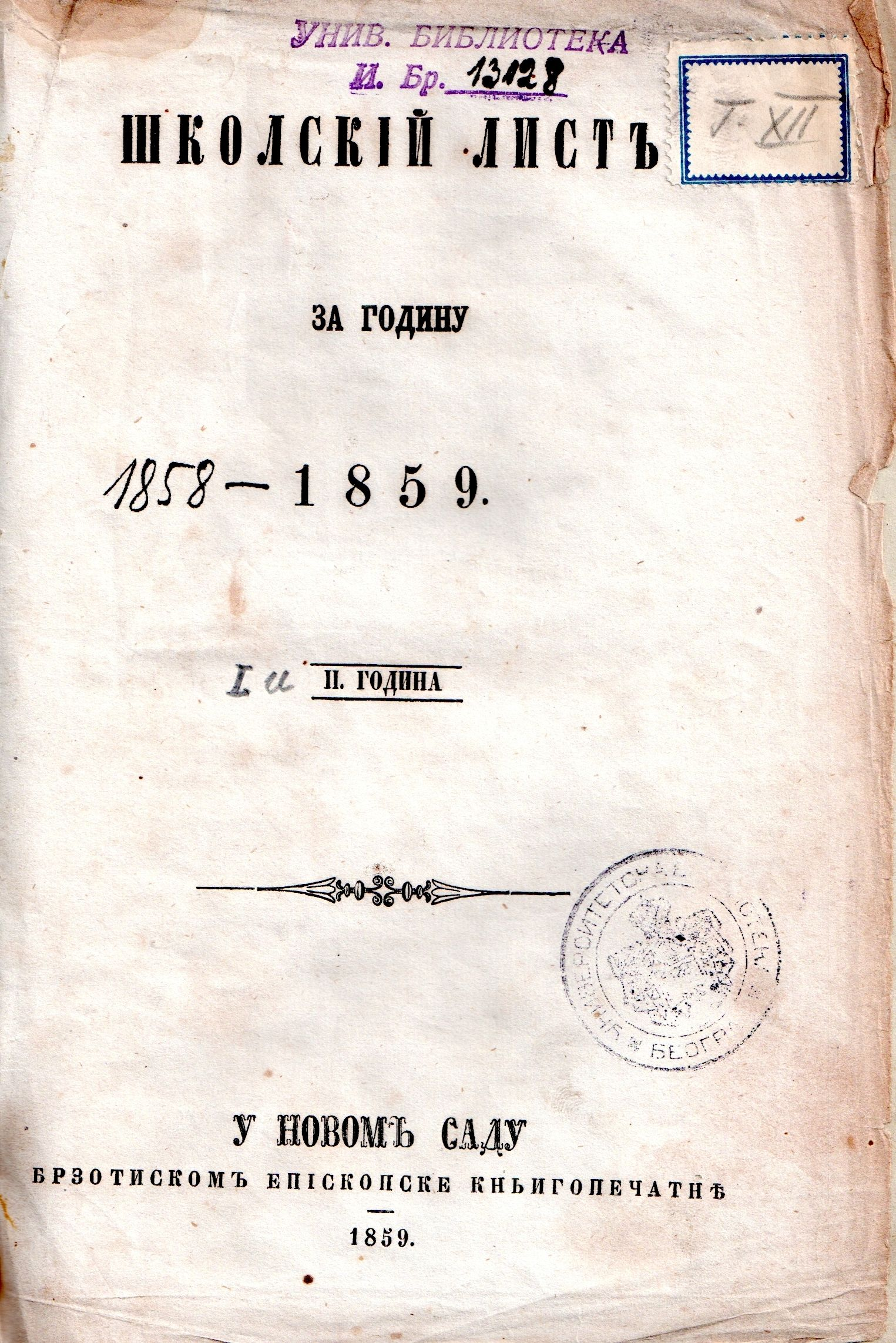
Page du Školski list
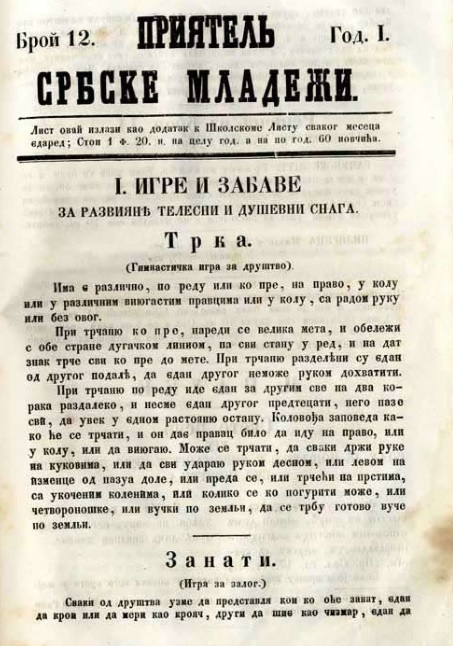
Page du Prijatelj srpske mladeži

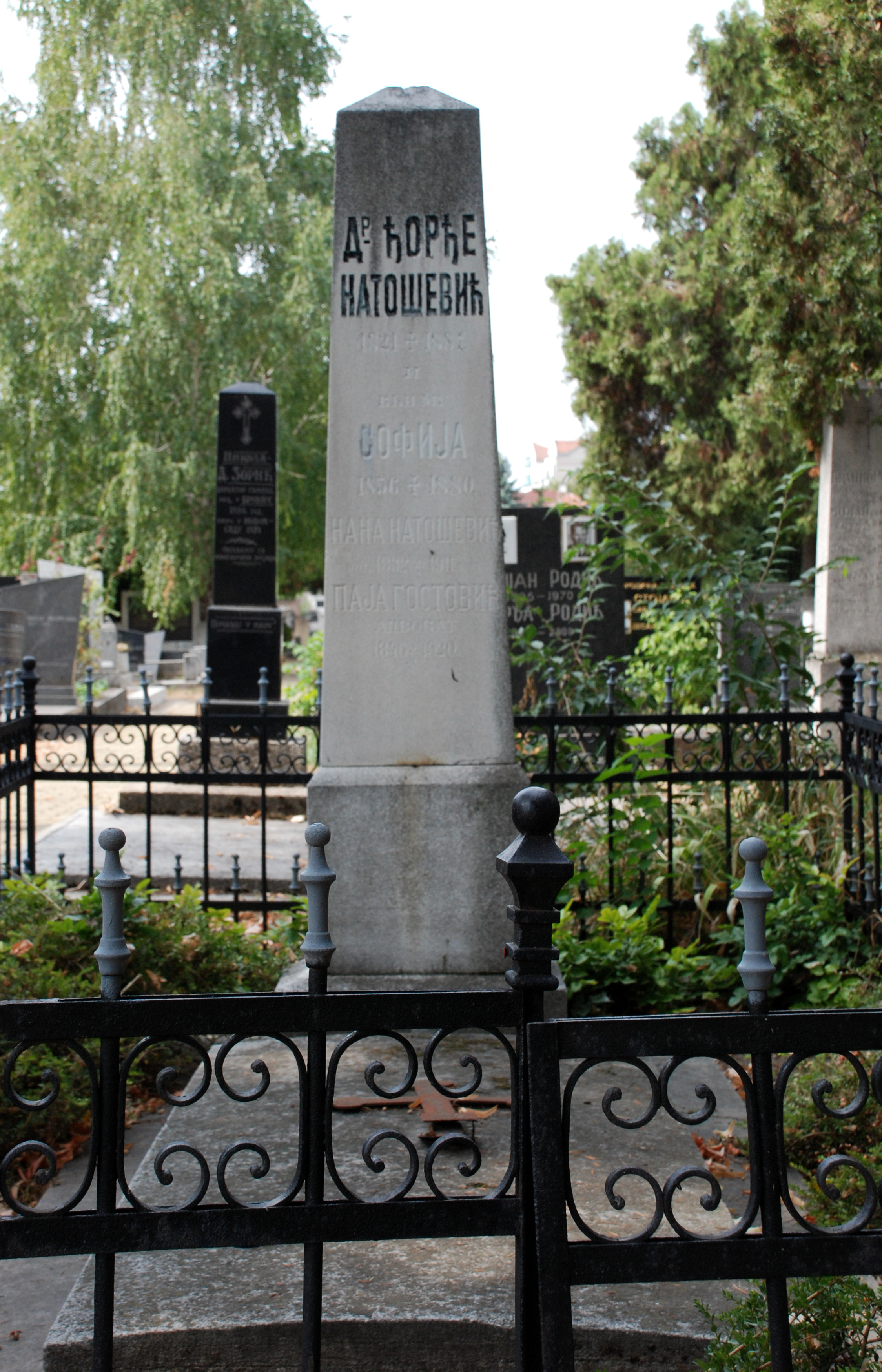
La tombe de Đorđe Natošević dans le cimetière de la Dormition de Novi Sad

Đorđe Natošević a été le premier à rédiger des manuels en suivant la réforme orthographique de Vuk Stefanović Karadžić et son Bukvar a été utilisé dans toutes les écoles serbes. Son travail pédagogique a été suivi notamment par le Kratko uputstvo za serbske narodne učitelje (Abrégé à l'usage des enseignants nationaux serbes), publié en 1857 à Novi Sad et réédité en 1861. Dans ses instructions pédagogiques, il accorde une importance toute particulière à l'enseignement de la musique, musique folklorique et musique religieuse, et à la maîtrise d'un instrument de musique.
Il est enterré dans le cimetière de la Dormition à Novi Sad, où son monument funéraire fait partie d'un ensemble de 24 tombes de personnalités historiques, culturelles et autres inscrites sur la liste des monuments culturels protégés (identifiant no SK 1588).